# 학성여자중학교
학성여자중학교(鶴城女子中學校)는 대한민국 울산광역시 중구 태화동에 있는 공립 중학교이다.

## 학교 연혁
- 1946년 10월 15일 : 울산 여자 초급 중학교로 개교
- 1946년 11월 6일 : 학교 법인 울산 육영회 설립
- 1950년 6월 1일 : 울산 중학교로 교명 변경
- 1966년 11월 21일 : 학성 여자 중학교로 교명 변경
- 1982년 3월 1일 : 설립자 변경으로 공립이 됨
- 1989년 12월 29일 : 현 태화동 신축교사로 이전
- 2022년 2월 9일 : 제76회 졸업생 배출(141명) (총 30,428명)
- 2023년 3월 1일 : 제28대 이경희 교장 취임
- 2023년 3월 2일 : 입학식(신입생146명)

## 참고 자료
- 학성여자중학교 - 한국교육학술정보원 학교알리미